# Самбор II
Самбор II (1211/1212 — 30 декабря 1277/1278) — князь любишевский и тчевский из династии Самборидов (1233—1269).

## Биография
Третий сын князя-наместника гданьского Мстивоя I (1207—1219/1220) и Свиниславы (ум. 1240), дочери или великого князя Мешко III Старого, или князя Ратибора I Померанского. Отец Маргариты Померанской (1230/1234-1282), супруги короля Дании Кристофера I.
Князь гданьский Мстивой I от брака со Свиниславой имел четырёх сыновей: Святополка, Вартислава, Самбора и Рацибора. По завещанию Мстивоя его старший сын Святополк должен был управлять целым княжеством, пока его младшие братья не достигнут 20 лет.
Перед смертью поморский князь Мстивой I разделил свои владения между своими сыновьями. Святополк получил Гданьск, Вартислав — южную часть Поморья с городами Швец и Меве, Самбор унаследовал Любишево, Рацибор — западную часть княжества с городом Бялоград.
Самбор находился под опекой своего старшего брата Святополка в течение двенадцати лет. Между 1225 и 1233 годами Самбор достиг совершеннолетия и стал самостоятельно править в собственном уделе. В состав его владений входили земли: гневская, горенчинская, косцежинская, любишевская, старогардская, заборская и жулавская. Резиденций Самбора был замок Любишево.
Около 1233 года Самбор женился на Мехтильде, дочери князя Генриха Борвина II Мекленбургского.
В 1234 году Самбор вместе со старшим братом Святополком участвовал в разгроме пруссов в битве на реке Дзежгонь. Вскоре Самбор заключил союз с Тевтонским орденом, направленный против своего брата Святополка. В 1236 году Святополк захватил удел Самбора, который бежал в тевтонские владения. Также Самбор смог убедить младшего брата, князя бялогардского Рацибора, выступить против Святополка Поморского. При попытке отбить один замок Рацибор был взят в плен.
В 1242 года началась длительная война, длившаяся с перерывами до 1253 года, между поморским князем Святополком и Тевтонским орденом из-за спорных земель и торговых пошлин. Для борьбы со Святополком тевтонские рыцари-крестоносцы сформировали коалицию, в состав которой вошли князья куявско-мазовецкие и великопольские. Также в эту коалицию вступили князья Самбор и Рацибор, младшие братья Святополка.
Первый этап войны завершился в 1243 году. После потери замков Вышогруд, Сартовице и Накло Святополк вынужден был заключить мир с крестоносцами. Однако в том же году, узнав о крупном поражении крестоносцев 17 июня 1243 года от пруссов в Хелминской земле, Святополк разорвал перемирие. 28 августа 1243 года в Иновроцлаве было заключено союзное соглашение между тевтонскими крестоносцами и князем Казимиром Куявским, к которому присоединились князья Самбор и Рацибор. В случае неудачной войны против Святополка крестоносцы обязались передать Самбору крепость Сартовице, а Казимир Куявский Рацибору — Вышогруд. На обратному пути из Иновроцлава Рацибор был взят плен Святополком. Самбор вынужден был бежать из своих владений. В соответствии с договором, заключенным в Иновроцлаве, крестоносцы передали крепость Сартовице под Свеце.
24 октября 1248 года Святополк заключил мирный договор с Тевтонским орденом. В соответствии с ним, спор между Святополком и его братьями был передан на рассмотрение папского легата Якова Льежского. В начале 1249 года Самбор вернулся в свой удел. Однако уже в 1250 году после возобновления войны он вынужден был в третий раз бежать во владения тевтонских крестоносцев.
В 1252 году под прикрытием крестоносцев князь Самбор приступил к строительству замка в Тчеве. Этот замок он получил во владение в 1253 году после заключения мира между Святополком и Тевтонским орденом. Новая столица княжества в Тчеве давала возможность контактов с тевтонскими крестоносцами, а также позволяло лучше контролировать пути через Вислу и собирать таможенные пошлины.
В 1250-х годах в княжество Самбора стал наблюдаться рост немецкого населения. Из Мекленбурга и Тевтонского ордена в княжество переселялись немецкие рыцари и горожане. Даровал Тчеву любекское право и старался привлечь в своё княжество бюргеров, в основном из Любека, а также из Брауншвейга и Гамбурга. Самбор издал привилеи для Эльблонга, Хелмно и Тчева, освобождая их жителей от пошлин в своём княжестве.
После смерти Святополка II в январе 1266 года ему наследовали сыновья Мстивой II и Вартислав II. Старший сын Мстивой должен был стать главным князем, но получил только замок Свеце, а младший сын, Вартислав, унаследовал Гданьск, столицу княжества, также ему принадлежали Бялогарда, земли Слупская и Славенская. Их дядя Самбор правил в Тчеве.
В 1258 году Самбор основал цистерцианский монастырь, так называемый Самбуй в Погодках (в 1276 году Мстивой II перевел его в Пельплин гневской земли). Монахи прибыли из Доберана в Мекленбурге. Для обеспечения вновь созданного монастыря конфисковал поместья цистерианцев Оливы, расположенные в его княжестве. В целях возвращения имущества цистерцианцам вмешался в 1262 году сам папа римский Урбан IV. Самбор, который не подчинился увещеваниям папы, был подвергнут отлучению от церкви, объявленному папским легатом Гвидоном 20 марта 1266 года. В начале 1267 года на все княжество был наложен интердикт епископа Влоцлавского Волимира.
Неравномерное распределение уделов привело к войне между сыновьями Святополка. После войны 1269/1270-1272 годов все Гданьское Поморье перешло под контроль Мстивоя II. Самбор лишился своего удела и бежал в Куявию к своей дочери Саломее и её мужу Земомыслу. В 1271 году великопольский князь Болеслав Набожный совершил поход на Куявию, во время которого Самбор был взят в плен. После освобождения из плена Самбор уехал во владения Тевтонского ордена, где в 1276 году завещал крестоносцам Гневскую землю. Не получив ожидаемой помощи от крестоносцев, Самбор уехал в Иновроцлав, где на княжеский престол вернулся его зять и союзник Земомысл. Перед смертью он завещал свои владения дочерям.
Самбор скончался 30 декабря 1277 или 1278 года.
В 1281 году тевтонские крестоносцы начали судебный процесс, потребовав от поморского князя Мстивоя II передать Ордену уделы его покойных дядей Самбора и Рацибора. 18 мая 1282 года во время съезда в Миличе было заключено мирное соглашение, по условиям которого тевтонские рыцари-крестоносцы получили Гневскую землю, часть Балтийской косы и Жулавы.

## Брак и дети
От брака с Матильдой у Самбора был шесть детей:
- Собеслав (ок. 1235—1254)
- Маргарита (1230/1234-1282), жена короля Дании Кристофера I
- Звинислава
- Евфимия, жена князя силезско-легницкого Болеслава II Рогатки
- Саломея (ум. 1312/1314), жена князя Земомысла Куявского (1241/1245-1287)
- Гертруда